# Illex coindetii
Illex coindetii är en bläckfiskart som först beskrevs av Jean-Baptiste Vérany 1839.
Illex coindetii ingår i släktet Illex och familjen Ommastrephidae. Inga underarter finns listade i Catalogue of Life.

## Bildgalleri

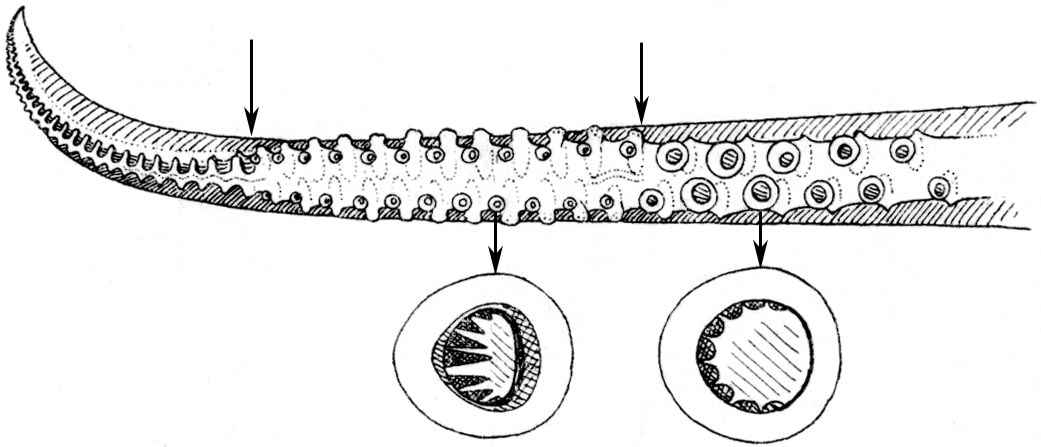